# Robert W. Cabell
Robert W. Cabell (* 1955 in Eugene (Oregon)) ist ein US-amerikanischer Komponist und Autor.

## Leben
Cabell wurde 1955 in Eugene (Oregon) geboren und lebte von 1978 bis 2012 in New York. Hier arbeitete er in der Unterhaltungsindustrie für Time Warner, HBO, Spelling International, Columbia Pictures und The New York Post. Er schrieb Theaterstücke, Musicals, Romane sowie diverse Zeitungsbeiträge, u. a. für das Shout Magazine. Gegenwärtig lebt Robert W. Cabell in Seattle.
Zusätzlich zu seiner Arbeit als Autor und Stückeschreiber ist Robert W. Cabell als Videofilmer und Produzent von Dokumentationen bekannt. 2007 entwickelte Cabell die Multimedia Sets für die Lincoln Center Produktion von „Fly“, die 2008 und 2009 in über 250 Theatern auf Tournee war. Er drehte im Jahr 2011 in Afrika eine Dokumentation über an Aids erkrankte Kinder in Lesotho.

## Bühnenwerke

### Musicals
Bei allen genannten Musicals stammen Buch, Musik und Texte von Robert Cabell.
- Pretty Faces - The Large & Lovely Musical. (Uraufführung in New York 1990)
- Two Hearts Over Easy (Uraufführung Actors’ Playhouse, New York 1994)
- Saccharine (Uraufführung Lincoln Center, New York 1982)
- Dragon Myth (Uraufführung Lincoln Center, New York 1981)
- Z – The Musical of Zorro (CD 1998, Uraufführung New York 2000, DEA Clingenburg Festspiele 2013)
- 12 Days of Christmas The Musical (Uraufführung Stadt Halle, Merzig 2015)

### Theaterstücke
- The Divine Trilogy of Sarah Bernhardt (Uraufführung The Trilogy Theater, New York 2001)
- I, Sarah The Divine (Uraufführung The Swannanoa Playhouse, Ashville, NC 2002)
- Wilde and Divine (Uraufführung The Trilogy Theater, New York 2001)

### Romane
- The Hair-Raising Adventures of Jayms Blond (2007)
- All The Mermaids In The Sea (2012)
- Pearl, a Modern Day Mermaid (2012)
- A Mermaid Christmas, The Magical Adventures of Princess Miranda (2012)